# Runaway Jury
Runaway Jury is een Amerikaanse film uit 2003, geregisseerd door Gary Fleder. Het is een verfilming van John Grishams boek The Runaway Jury uit 1998.

## Verhaal
In New Orleans vindt een schietpartij plaats in een effectenmakelaarskantoor. Onder de doden is Jacob Wood. De schutter was een mislukte daghandelaar die naar het schijnt elf mensen heeft gedood en verscheidene anderen heeft verwond. Twee jaar later daagt Jacob's weduwe Celeste, samen met advocaat Wendell Rohr, Vicksburg Firearms voor de rechter met als argument dat de zware nalatigheid van het bedrijf tot de dood van haar man heeft geleid. Tijdens de juryselectie geven juryadviseur Rankin Fitch en zijn team via elektronische bewaking achtergrondinformatie over elk van de juryleden door aan advocaat Durwood Cable die in de rechtszaal aanwezig is.
Bij de mensen die in aanmerking komen om te zetelen in de jury doet Nicholas (Nick) Easter alsof hij zich wil laten vrijstellen van juryplicht. Rechter Frederick Harkin besluit hem een lesje in burgerplicht te geven en Fitch vertelt Cable dat de rechter hen nu geen keus meer heeft gelaten en dat hij Nick als jurylid moet kiezen. Nick's sympathieke manier van doen maakt dat hij geaccepteerd wordt door zijn medejuryleden, maar Frank Herrera, een veteraan bij de marine, heeft een onmiddellijke afkeer van hem.
Een vrouw genaamd Marlee doet telefonisch een aanbod aan Fitch en Rohr, ze zal een vonnis voorzien dat gunstig is voor wie het eerst biedt. Rohr wijst het aanbod af, in de veronderstelling dat het een tactiek van Fitch is om een nietig geding te verkrijgen. Fitch vraagt echter om bewijs dat ze kan uitvoeren wat ze beloofd, wat Nick levert door een jurylid weg te laten sturen. Door het gedrag van de juryleden te observeren via verborgen camera's, identificeert Fitch Nick als de beïnvloeder en geeft opdracht zijn appartement te doorzoeken, maar vindt niets. Marlee neemt wraak door een van Fitch's juryleden te laten schorsen. Fitch probeert via chantage drie juryleden in zijn voordeel te winnen, waardoor één, Rikki Coleman, een zelfmoordpoging doet. Hij stuurt zijn mannen ook op pad om in Nicks flat een verborgen apparaat te vinden waarop belangrijke informatie is opgeslagen, als ze het gevonden hebben vertrekken ze en steken het appartement in brand. Nick toont de rechter videobeelden van de eerste inbraakin zijn appartement hierop besluit de rechte dat jury in afzondering moet gaan.
Rohrs kroongetuige, een voormalig werknemer van Vicksburg, komt niet opdagen. Na een confrontatie met Fitch besluit Rohr dat hij de zaak niet kan winnen. Hij vraagt de partners van zijn firma om 10 miljoen dollar om Marlee te betalen. Fitch stuurt een agent, Janovich, om Marlee te ontvoeren, maar zij weerstaat hem en verhoogt de prijs tot 15 miljoen dollar. Uit principe verandert Rohr van gedachten en weigert te betalen. Nadat de CEO van Vicksburg Firearms tijdens een kruisverhoor als getuige zijn geduld verliest en een slechte indruk maakt op de jury, stemt Fitch ermee in Marlee te betalen om zeker te zijn van het vonnis.
Fitch's ondergeschikte Doyle, die een onderzoek instelt naar Nick, ontdekt dat Nick in feite Jeff Kerr is, een rechtenstudent die zijn studie niet afmaakte. Hij reist dan naar Gardner, Indiana, waar Jeff en zijn vriendin Gabby (Marlee dus) beiden vandaan komen. Doyle ondervraagt Gabby's moeder voorzichtig, die hem vertelt dat Gabby's zuster stierf bij een schietpartij jaren geleden, toen ze op de middelbare school zat. Destijds had de stad de wapenfabrikant aangeklaagd maar ze verloren de rechtszaak; Fitch had destijds de verdediging geholpen de zaak te winnen. Doyle concludeert dat het aanbod van Nick en Marlee een valstrik is en hij belt Fitch, maar het is te laat, het geld is al betaald.
Nick krijgt bevestiging van ontvangst van de betaling, en hij houdt een toespraak, waarin hij hen vraagt de feiten te herzien, en zegt dat ze het aan Celeste Wood verschuldigd zijn om te beraadslagen, tot grote ergernis van Herrera, die in een tirade tegen de eiser begint, wat zijn steun ondermijnt. De wapenfabrikant wordt aansprakelijk bevonden, en de jury kent Celeste Wood 110 miljoen dollar schadevergoeding toe.
Na de rechtszaak confronteren Nick en Marlee Fitch met een bonnetje voor het smeergeld van $15 miljoen dat ze openbaar zullen maken tenzij hij zich terugtrekt. Fitch vraagt hoe ze de jury zover hebben gekregen om voor de eiser te stemmen, waarop Nick antwoordt dat hij dat niet heeft gedaan; hij heeft alleen Fitch ervan weerhouden het proces te stelen door de jury met hun hart te laten stemmen. Ze vertellen hem dat de $15 miljoen ten goede zal komen aan de slachtoffers van de schietpartij in Gardner.

## Rolverdeling
- John Cusack - Nicholas Easter
- Gene Hackman - Rankin Fitch
- Dustin Hoffman - Wendell Rohr
- Rachel Weisz - Marlee
- Bruce Davison - Durwood Cable
- Bruce McGill - Judge Harkin
- Jeremy Piven - Lawrence Green
- Nick Searcy - Doyle
- Stanley Anderson - Henry Jankle
- Cliff Curtis - Frank Herrera
- Nestor Serrano - Janovich

## Prijzen
- Edgar Allan Poe Award: Best Motion Picture Screenplay 2004: Nominatie
- Golden Trailer Award: Best Drama 2004: Nominatie
- Political Film Society Award: Democratie 2004: Nominatie